# Klaudyn
Klaudyn – wieś w Polsce położona w województwie mazowieckim, w powiecie warszawskim zachodnim, w gminie Stare Babice.
| SIMC    | Nazwa            | Rodzaj    |
| ------- | ---------------- | --------- |
| 0008817 | Góry Klaudyńskie | część wsi |

W latach 1975–1998 miejscowość administracyjnie należała do województwa warszawskiego.
Nazwa miejscowości pochodzi od Klaudyny z Działyńskich Potockiej żony Bernarda Potockiego, która stała się właścicielką części dóbr Babice otrzymanych w ramach układu pomiędzy jej mamą Justyną Działyńską a jej dziećmi z 1826 roku. Klaudyna z Działyńskich Potocka jest założycielką Komitetu Dobroczynności Dam Polskich otaczającego swą opieką udających się na emigrację po Powstaniu Listopadowym. Dla uczczenia pamięci zmarłej Adam Mickiewicz kazał zrobić obrączki z napisem "Klaudyno módl się za nami" a poeci Cyprian Kamil Norwid, Wincenty Pol i Edward Odyniec poświęcili jej swoje wiersze.
Folwark w Klaudynie stał w pobliżu kapliczki przy ulicy Sikorskiego.
W 1939 wieś przechodziła z rąk do rąk w czasie obrony Warszawy. Jedna z głównych ulic nazwana jest na cześć plut. Józefa Ciećwierza pseudonim "Cicha jabłoń" działającego w konspiracji w oddziale por. Zygmunta Sokołowskiego ps. "Zetes". Plutonowego Józefa Ciećwierza aresztowanego w święto Trzech Króli 6 stycznia 1944 roku przez gestapo stacjonujące w Zaborowie i tam zamordowano.
W latach 50. XX w. powstała tutaj wojskowa jednostka radiolokacyjna, a część mieszkańców pracowała przy jej obsłudze (jednostka zlikwidowana w latach 2003-2004). Od początku lat 90. nasila się tu zabudowa domami jednorodzinnymi.

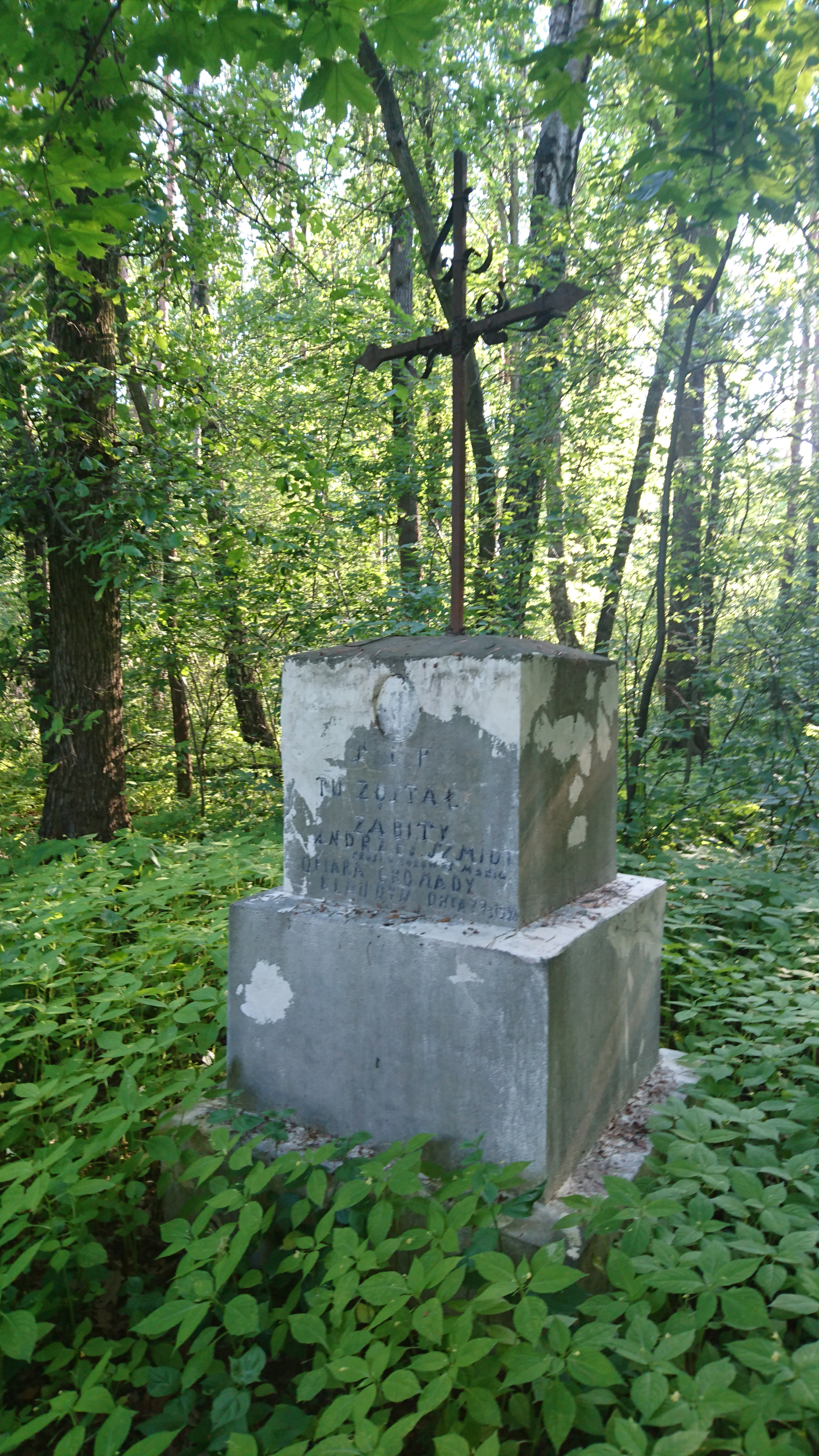
Obelisk przy ulicy Karola Szymanowskiego

W lesie przy ulicy Karola Szymanowskiego znajduje się obelisk upamiętniający brutalnie zamordowanego wojskowego - Andrzeja Szmidta. Do zabójstwa doszło w Klaudynie na krótko przed II wojną światową (w różnych źródłach można znaleźć datę 27 marca 1939 roku i 28 marca 1938 roku).
Podczas budowy drogi znaleziono szpilę z brązu o długości  ok. 25 cm z kultury łużyckiej, prawdopodobnie z około 750 p.n.e.
Na wschód od Klaudyna znajduje się wysypisko śmieci (144 m n.p.m.). Od 1 stycznia 2017 roku nie są na nim składowane odpady. Do Klaudyna można dojechać autobusami linii 712, Z12 WTP oraz 96 GPA.